# Pausinger (Adelsgeschlecht)

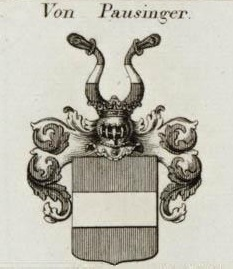
Wappen der Familie von Pausinger (bayerischer Adelsstand 1816).

Pausinger ist der Name einer noch heute bestehenden Familie, die seit dem frühen 19. Jahrhundert mehrere Schlösser in Oberösterreich besaß. 1816 wurde das Geschlecht in den bayerischen Adelsstand erhoben, 1857 erfolgte die Adelsanerkennung in Österreich. Bekanntester Repräsentant war der Landschafts- und Tiermaler Franz Xaver von Pausinger (1839–1915).

## Geschichte
Als der westliche Teil Oberösterreichs infolge der napoleonischen Kriege von 1810 bis 1816 vorübergehend unter bayerische Landeshoheit kam, verkaufte Joseph Johann Reichsgraf von Khevenhüller-Frankenburg (1768–1819) im Jahre 1810 seine Landgüter Kogl und Frankenburg mit Schloss Frein, die nun auf bayerischem Gebiet lagen, an den Wiener Juristen Dr. Andreas Pausinger (1765–1818). Er erwarb von Khevenhüller außerdem die Herrschaften Ungenach und Unterach am Attersee. Kurz darauf wurde Pausinger zum k.k. Hof- und Gerichtsadvokaten ernannt und 1816 durch König Maximilian I. Joseph von Bayern in den erblichen Adelsstand erhoben. Die Immatrikulation in die Adelsklasse der bayerischen Adelsmatrikel erfolgte ebenfalls 1816.
Nach dem Tod Dr. Andreas von Pausingers wurden seine Besitzungen in  Frankenburg, Kogl, Ungenach und Unterach unter seiner Frau Susanna und den drei Kindern Franz (1794–1850), Karl (1795–1848) und Elisabeth aufgeteilt. Der Erstgeborene erhielt Frankenburg, das er jedoch bereits 1828 an seinen Bruder Karl  veräußerte, welcher bis 1834 auch die übrigen Anteile aufkaufte und damit Alleinbesitzer der Herrschaften wurde. Schloss Frein in Frankenburg war von 1810 bis 1848 im Besitz der Familie von  Pausinger. Nach dem Tod des Karl  von Pausinger 1848 wurden die Besitzungen auf seine Kinder Karl Valentin, Felix und Julia aufgeteilt. Karl Valentin von Pausinger verkaufte die Herrschaft Frankenburg 1849 an Franz Schaupp und lebte danach meist in München, während sein Bruder Felix später überwiegend in Kärnten wohnte und die Herrschaften Kogl und Unterach 1872 an den Industriellen Franz Mayr von Melnhof verkaufte. Dieser schenkte das Schloss Kogl 1884 seiner Tochter Theodora zu ihrer Hochzeit mit Adalbert Graf Kottulinsky.
Felix von Pausinger (1824–1893) erhielt 1857 die österreichische Anerkennung seines bayerischen Adelsstandes, wobei das Familienwappen wesentlich verändert werden musste, da der rot-weiß-rote Schild derer von Pausinger dem österreichischen Staatswappen glich. Bezüglich der übrigen Nachkommen des Karl von Pausinger (1795–1848) wurde „mit Allerhöchster Entschliessung vom 3.11.1867 […] seiner, oder vielleicht seines gleichnamigen Sohnes Witwe und den Kindern aus dieser Ehe gestattet […], sich des bayerischen Adels in Oesterreich in der Eigenschaft eines ausländischen prävaliren zu dürfen“.
Nach dem Ende der Monarchie in Österreich-Ungarn wurde vom Parlament der Republik Deutschösterreich am 3. April 1919 die Aufhebung des Adels beschlossen. Infolge dieses Adelsaufhebungsgesetzes verloren auch die in Österreich lebenden Mitglieder dieser Familie das Recht zum Gebrauch ihrer Titel, so dass deren Familienname zu „Pausinger“ ohne vorangestelltes „von“ wurde.

## Wappen

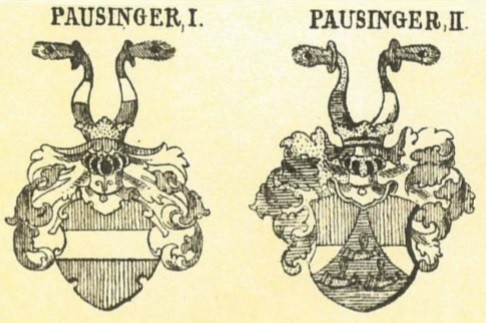
Das Wappen der Familie von Pausinger als Angehörige des bayerischen (links, verliehen 1816) und des österreichischen Adels (rechts, verliehen 1857).

Bei seiner Erhebung in den bayerischen Adelsstand erhielt Dr. Andreas Pausinger 1816 auch ein Familienwappen verliehen, nämlich einen rot-weiß-roten Bindenschild. Auf dem Schild ein adeliger Turnierhelm mit goldenem Kleinod, Helmkrone und rot-silbernen Helmdecken. Die Helmzier besteht aus zwei wachsenden, wie das Schildbild tingierten Büffelhörnern, die in ihren Öffnungen mit je einem natürlichen Pfauenstoß besteckt sind.

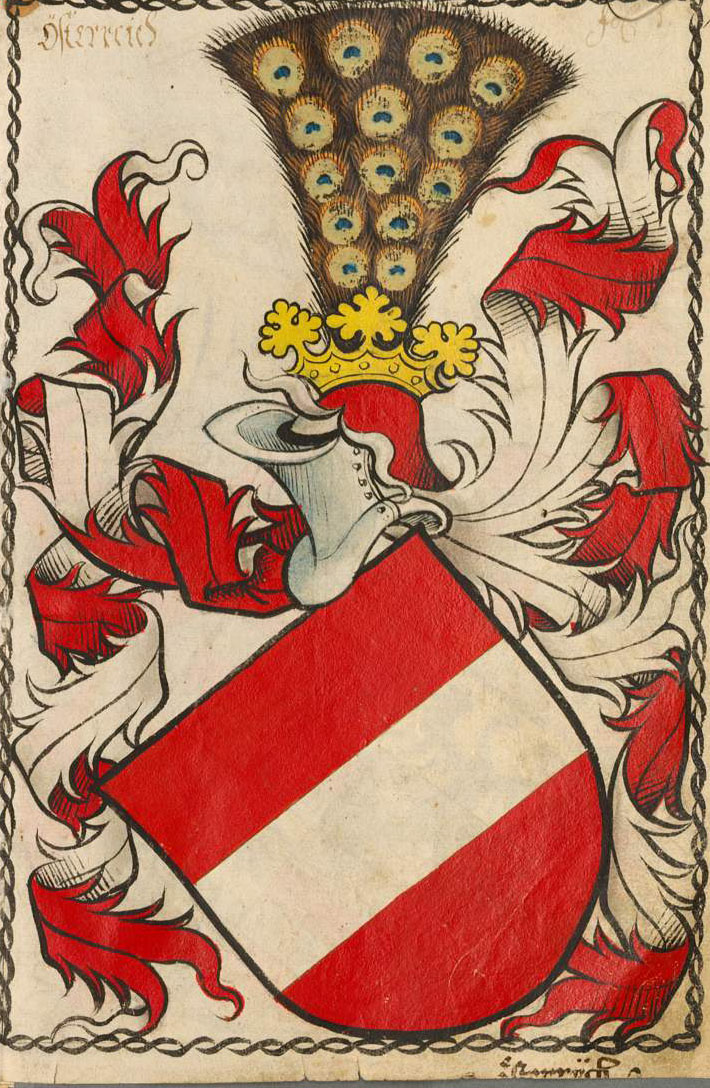
Das Wappen der Babenberger mit Bindenschild und Pfauenstoß

Als Felix von Pausinger (1824–1893) um die Anerkennung seines bayerischen Adels in Österreich ersuchte, bestand das k.k. Innenministerium vehement auf einer Änderung seines Familienwappens, da es mit dem österreichischen Staatswappen identisch war und die Verwendung des rot-weiß-roten Bindenschildes die erst 1816 geadelten Pausinger somit gewissermaßen auf eine protokollarische Stufe mit den österreichischen Landesherrn aus dem Haus Habsburg und die Babenberger stellte. Während das im Königreich Bayern für Adels-, Rang- und Wappenfragen zuständige Reichsheroldenamt 1816 gegen die Gestaltung des Pausinger'schen Familienwappens nichts einzuwenden hatte, akzeptierten die österreichischen Behörden dieses erst, nachdem eine mit drei goldenen Hörnern belegte eingebogene blaue Spitze hinzugefügt worden war, womit der rot-weiß-rote Bindenschild nicht mehr das alleinige Wappen darstellte. Auch die Tingierung der Helmdecken sowie jene der Büffelhörner musste verändert werden. Laut dem letztlich ausgestellten österreichischen Adelstands-Diplom ddo. Wien 29. März 1857 lautet die Blasonierung des umgestalteten Wappens der Familie von Pausinger: In einem von Roth über Silber quergetheilten Schilde eine aufrechte eingebogene blaue Spitze, in welcher drei (1 über 2) goldene Hüfthörner an verschränkten goldenen Schnüren und rechtwärts gekehrten Schalltrichtern gestellt sind. Auf dem Schilde ruht ein gekrönter Turnierhelm. Die Krone trägt zwei von einander gekehrte und in ihren Mundlöchern mit je einem Pfauenspiegel besteckte Hörner, von welchen das rechte von Gold und Blau, das linke von Roth und Silber quergetheilt ist. Die Helmdecken sind rechts blau mit Gold, links roth mit Silber belegt. Die drei Hüfthörner können dabei als Verweise auf das Marktwappen Frankenburgs sowie auf die drei Kinder des Karl von Pausinger (1795–1848) gedeutet werden.

## Genealogie (Auszug)
1. Leopold Pausinger (* 1709; † 21. März 1778) ⚭ Johanna Unfried (* 1737; †  22. August 1816), und hatte aus dieser Ehe:
  1. Dr. Andreas Johann Pausinger, seit 1816 von Pausinger (* 9. August 1765; † 29. September 1818), Inhaber von Frankenburg, Kogl, Ungenach und Unterach ⚭ Susanna Grienauer/Grünauer (* 16. März 1771; † 18. September 1824), und hatte aus dieser Ehe 3 Kinder:
    1. Franz von Pausinger (* 15. November 1794; † 1850) ⚭ Rosalia Eitelberger (* 1803; † 1871), und hatte aus dieser Ehe 12 Kinder:
      1. Rosalie von Pausinger
      2. Sidona von Pausinger (*/† 1828)
      3. Joseph von Pausinger (* 1829; † ?)
      4. Pauline von Pausinger (* 1830; † ?)
      5. Susanna von Pausinger (* 1831; † ?)
      6. Karl von Pausinger (* 1832; † 1901)
      7. Johanna von Pausinger (* 1834; † ?)
      8. Maria  von Pausinger (* 1835; † 1889)
      9. Anton von Pausinger
      10. Franz Xaver von Pausinger (1839–1915) ⚭ Rosalia Hinterhuber (* 1843; † 1935), und hatte aus dieser Ehe 4 Kinder:
        1. Helene von Pausinger (* 1871; † 1956)
        2. Paula von Pausinger (* 1876; † 1969) ⚭ Rudolf Erggelet (* 1874; † ?)
        3. Rosalia ("Lili") von Pausinger (* 1882; † 1980) ⚭ Robert Eisler (* 1882; † 1949)
        4. Elisabeth ("Lisl") von Pausinger (* 1888; † 1968) ⚭ Charles Stork (* 1881; † 1971), und hatte Nachkommen

      11. Friedrich von Pausinger (* 1842; † 1843)
      12. Andreas von Pausinger

    2. Karl Johann Josef von Pausinger (* 23. Dezember 1795 in Wien; † 1848), Inhaber von Frankenburg, Kogl, Ungenach und Unterach ⚭ Julie von Mack (* 10. Dezember 1796; † nach 1822), und hatte aus dieser Ehe:
      1. Karl Valentin von Pausinger (* 30. April 1822 in Wien; † zwischen 1855 und 1867), Inhaber von Frankenburg ⚭ Caroline Henriette von und zu Weichs an der Glon (* 17. Mai 1826 in Schloss Walchen; † nach 1855), und hatte aus dieser Ehe:
        1. Clemens von Pausinger (auch Pausinger-Frankenburg, 1855–1936) ⚭ Aemilia Bandiera de Prosperis (* um 1860; † 1947)[8], und hatte aus dieser Ehe:
          1. Clemens [von] Pausinger (1908–1989)

      2. Felix von Pausinger (* 1824 in Wien; † 16. Juli 1893 in München)[9][10], Inhaber von Kogl und Unterach[7]
      3. Julia Emilie von Pausinger (* 23. April 1825; † ?)

    3. Elisabeth von Pausinger (* vor 1824; † ?)

## Weitere Namensträger
- Josef von Pausinger (* um 1868; † 27. August 1924 in Lambach)[11] ⚭ Margarete [von] Pausinger, geb. Brunner (1880–1956), Malerin und Grafikerin